# 韓徳勤
韓 徳勤（かん とくきん）は中華民国（台湾）の軍人。国民革命軍の軍人で顧祝同の腹心と目され、北伐、中国共産党討伐、日中戦争、国共内戦などで前線指揮をとった。字は楚箴。

## 事跡

### 顧祝同の腹心
1909年（宣統元年）、江蘇陸軍小学第4期生として入学する。1911年（宣統3年）、辛亥革命が勃発すると、革命派の北伐軍先遣支隊司令部に配属され、後に爆弾隊（炸爆隊）隊員となっている。中華民国成立後に復学・卒業、さらに武昌陸軍第2予備学校に進学し、1916年（民国5年）にこれを卒業した。その翌年には保定陸軍軍官学校へ進学し、1919年（民国8年）2月に第6期歩兵科を卒業している。
卒業後の当初は北京政府側の長江上遊総司令部に所属したが、1926年（民国15年）に広東省へ赴いて国民革命軍に属した。北伐に際して韓は国民革命軍第3師上校参謀長に任ぜられ、以後、同師師長顧祝同の腹心と目されるようになる。韓はその後も第9軍少将参謀長、第3師副師長と歴任し、北伐に従軍した。北伐完了後の軍縮に伴い第2師第5旅副旅長へ移ったが、まもなく第3師第7旅旅長に転じる。中原大戦が勃発した1930年（民国19年）までに、新編第3旅旅長、第52師副師長、同師師長と昇進した。

### 紅軍掃討、日中戦争前期
1931年（民国20年）1月、韓徳勤は南昌衛戍司令を兼任し、江西省で第3次中国共産党討伐に従事したが、敗戦の末に一時は捕虜とされ、辛うじて脱走するなどした。しかしその後も共産党包囲に従事するため、江蘇省政府委員、同省保安処処長、贛粤閩湘鄂剿匪軍北路軍総司令部総参議を歴任している。1935年（民国24年）7月、長征に出た紅軍追撃のため貴州省政府委員に転じ、11月、軍事委員会委員長重慶行営弁公庁庁長を兼ねた。
1937年（民国26年）初、韓徳勤は顧祝同が主任を務める西安行営で弁公庁庁長に就任した。同年8月、日中戦争（抗日戦争）が勃発すると、顧と共に上海方面の前線に赴き、顧は第3戦区副司令長官に、韓は同部参謀長にそれぞれ転じている。11月、江蘇省政府の改組に伴い、顧は江蘇省政府主席、韓は省政府民政庁庁長にそれぞれ就任したが、韓が主席代理を務めた。翌1938年（民国27年）1月、第24集団軍副総司令兼第89軍軍長として江蘇省北部の防衛に当たる。

### 日中戦争後期から国共内戦、晩年
1939年（民国28年）初に、魯蘇戦区が成立し、韓徳勤は同戦区副総司令となった。10月、顧祝同の後任として、韓は正式に江蘇省政府主席兼全省保安司令に就任している。1940年（民国29年）、第2次国共合作の最中でありながら、韓は自らの後任として第89軍軍長となっていた李守維に命じ新四軍を密かに攻撃させた。しかし新四軍の反撃の前に大敗、李が戦死するという結果に終わっている。その後も度々共産党に戦闘を仕掛けては敗北し、1943年（民国32年）3月には陳毅に大敗、韓自身が捕虜とされる有様であった（まもなく韓は陳の判断で釈放された）。1945年（民国34年）1月、韓は江蘇省政府主席の地位から免ぜられ、第3戦区副司令長官に転じた。
国共内戦期に入った1946年（民国35年）6月、韓徳勤は徐州綏靖公署副主任に任ぜられ、翌年、陸軍総司令部徐州司令部（後に剿匪総司令部と改組）副総司令となった。しかし内戦では中国人民解放軍に敗退し、1949年（民国38年）5月、台湾に逃れている。台湾では中華民国総統府戦略顧問を務め、1952年（民国41年）10月に退役した。晩年は教育・社会事業に従事している。1988年（民国77年）8月15日、台北市にて病没。享年97（満95歳）。

## 注
1. ↑  徐主編（2007）、2662頁と李（1999）、556頁による。劉国銘主編（2005）、2272頁は、同年10月26日（光緒18年9月初6日）としている。
2. 1 2 3 4 5 6  徐主編（2007）、2662頁。
3. 1 2 3 4 5  劉国銘主編（2005）、2272頁。
4. ↑  李（1999）、556頁。
5. ↑  李（1999）、557-558頁。
6. ↑  李（1999）、558-559頁。
7. ↑  李（1999）、559-560頁。
8. ↑  李（1999）、567頁。
9. ↑  李（1999）、560-568頁。
10. ↑  劉国銘主編（2005）、2272-2273頁。
11. ↑  李（1999）、568-569頁。